# Сникерхеды

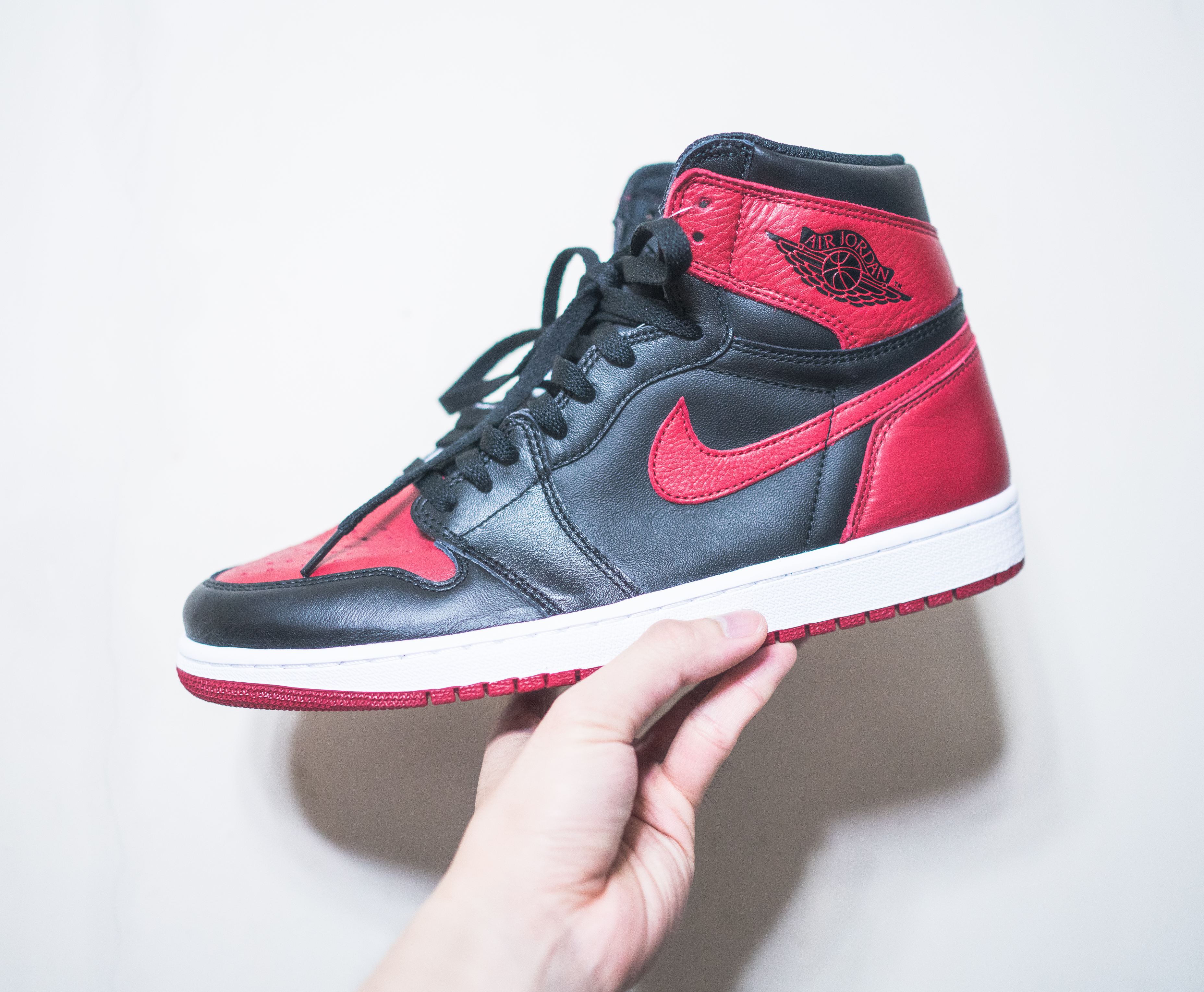
Кроссовки Air Jordan 1

Сникерхед (англ. sneakerhead) — человек, коллекционирующий кроссовки. Сникерхед знаком со всеми новинками в индустрии кроссовок и точно знает, как отличить поддельную пару от настоящей. Коллекционирование кроссовок — это хобби, заключающееся в ношении и хранении обуви, сделанной для определённых видов спорта, таких как баскетбол и скейтбординг.

## Рождение субкультуры
Рождение субкультуры сникерхедов произошло в 1980-х годах в США. Оно связано с двумя основными источниками: баскетболом, в частности появлением Майкла Джордана в новой линейке кроссовок фирмы Nike Air Jordan, и ростом популярности хип-хоп музыки. Хип-хоп движение сильно популяризировало определённые модели кроссовок, сделав их частью уличной культуры. Разнообразие расцветок и форм Air Jordan привлекало всё больше людей, и многие стали их коллекционировать. Некоторые расцветки Air Jordan были лимитированными. Обыватели, успевшие купить редкие модели, перепродавали их коллекционерам за большие деньги. Таким образом,  кроссовки стали показателем статуса, из-за чего они все чаще стали появляться на знаменитостях. Культура сникерхедов стала пользоваться большой популярностью у молодёжи в США, и вскоре это течение мигрировало в другие страны.

## Брендинг

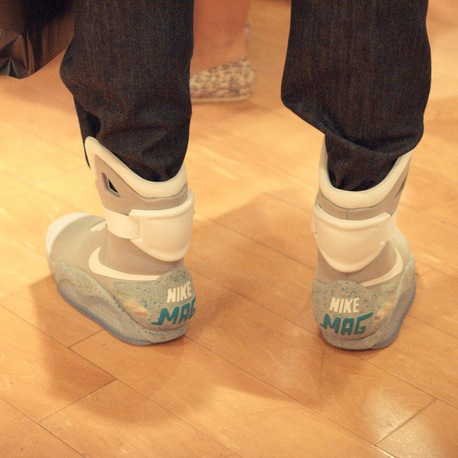
Кроссовки Nike Mag из кинофильма «Назад в будущее 2»

Огромную роль в эволюции кроссовок сыграл брендинг: из трех белых полосок и простой галочки рождались знаковые дизайны, сделавшие Adidas и Nike культовыми марками спортивной обуви. Свою роль сыграла их увлеченность инновациями, которая помогла им добиться столь серьезных высот и закрепиться на них. Чтобы привлечь большую аудиторию, фирмы стали сотрудничать со знаменитостями и дизайнерами, создавая коллекции под их именем и обеспечивая тем самым спрос среди многочисленных поклонников и коллекционеров. У Adidas это коллаборации с рэперами, такими как: Канье Уэст (бренд Yeezy) и Фаррелл Уильямс (линейка Human Race на основе модели NMD). При этом Adidas активно сотрудничает с дизайнерами Ёдзи Ямамото, Рафом Симонсом, Александром Вэнгом, Риком Оуэнсом и другими. Некоторые модели этих коллабораций перепродаются значительно дороже. Nike сейчас активно сотрудничает с основателем бренда Off-White, Вирджилом Абло. Наиболее успешные коллекции, такие как Yeezy Boost, Nike Air Yeezy, пользуются сейчас огромной популярностью. Цены на некоторые пары доходят до пятисот тысяч рублей и выше.

## Вторичный рынок кроссовок
По оценке Financial Times, в 2016 году объём вторичного рынка кроссовок США достиг 1 млрд долларов, где по скромным подсчетам перепродают более 9 млн пар кроссовок. В феврале в США была создана биржа спортивной обуви StockX. Одним из её основателей стал бизнесмен и владелец баскетбольного клуба Cleveland Cavaliers Дэниел Гилбер. Основатели биржи оценили глобальный вторичный рынок кроссовок в 6 млрд долларов. На сайте StockX можно найти редкие модели таких брендов, как Nike, Adidas и Jordan. Самая дорогая пара кроссовок на сайте — Nike Air MAG Back To The Future (2016). Именно в таких ходил Марти Макфлай во второй части легендарного фильма «Назад в будущее». Эта пара стоит 22,2 тыс. долларов. На долю Nike, включая бренд Jordan, приходится 96 % всех продаж вторичного рынка кроссовок. Абсолютное доминирование. Рынок кроссовок прост — предложение и спрос, но Nike очень удачно использовал предложение: ограниченный выпуск кроссовок и распространение их с прямой и косвенной выгодой для себя. То есть весь трюк в предложении. Сникерхеды говорят, что если выпуск ограничен и это Nike, то они покупают не раздумывая. Кроссовки продаются за 8000 долларов только потому, что они очень редкие, и этот рынок похож на любой коллекционный. Это втянуло в себя и зажгло страстью десятки тысяч людей.

## Популярность сникер-движения в наши дни
- Рост онлайн-магазинов и аукционных сайтов предоставил коллекционерам новые методы поиска редчайших пар кроссовок. Магазины, такие как Suplex в Филадельфии, сайт HG Kicks и Flight Club в Нью-Йорке предлагают редкие и эксклюзивные пары.
- Джордан Геллер открыл музей кроссовок в Сан-Диего площадью 9000 квадратных футов (840 м2)[3].
- Sneakercon — популярное событие в обществе сникерхедов, где можно продать, обменять или приобрести кроссовки[4]. Оно проходит в многих городах по всей территории Соединенных Штатов, Европы и России.
- Foot Locker запустил Sneakerpedia.com — интернет-сообщество для коллекционеров обуви.
- В рамках своей программы «Студенческий колледж» Университет Карнеги-Меллона предложил официальный курс по истории коллекционирования кроссовок под названием «Sneakerology 101»[5].
- Сайт GQ разместил статью о том, как правильно перепродавать кроссовки[6].
- Было снято несколько документальных фильмов про сникерхедов и перепродажу кроссовок: Just for Kicks и Sneakerheadz.
- На выставке Items: Is Fashion Modern? Нью-Йоркского музея современного искусства были выставлены некоторые модели Nike и Adidas, которые повлияли на индустрию[7].

## Как зарабатывают деньги на кроссовках

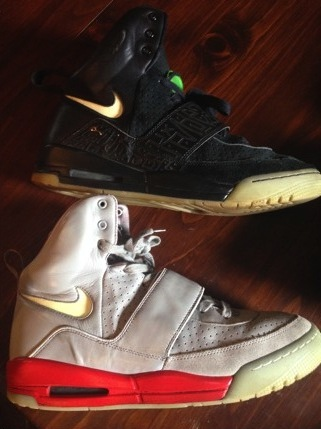
Сэмплы (неизданные модели) Nike Air Yeezy

Есть два основных способа приобрести кроссовки по цене ретейла и получить деньги на перепродаже:
- Отстоять живую очередь. То, что называется «кэмпить». Иногда люди простаивали в очередях по 2-3 дня ради одной пары обуви.
- Принять участие в онлайн-раффле. То есть оставить заявку на сайте магазина, получить номер и в обозначенный момент посмотреть, выиграли ли вы право на покупку пары.

Перепродают кроссовки либо на eBay, либо на специализированных площадках: GOAT, StockX, Grailed.
В России схожей платформой является TheMarket.

### Один миллион долларов на кроссовках
18-летний Бенджамин Кикз в 2016 году сделал свой первый миллион на перепродаже кроссовок. Его путь начался с пары Nike Foamposite One «Galaxy», которые ему подарили родители. В школе он получил от одноклассника предложение, от которого не смог отказаться. Ему предложили 1000 долларов, вскоре пара была продана. В 14 лет Бенджамин познакомился с музыкальным продюсером DJ Khaled, который предложил ему собрать коллекцию редких пар кроссовок за деньги. С того дня популярность Бенджамина возросла: он начал посещать вечеринки известных рэперов вместе с Халидом и попутно продавал им пары. Уже в 2015 году из-за огромного спроса на его услуги он открыл сайт SneakerDon, где каждый желающий мог приобрести редкие кроссовки с наценкой.
В 2018 году состояние Бенджамина оценивалось более чем в 2 миллиона долларов. Он начал записывать музыку с известными западными исполнителями и запустил свой бренд «Boomin», который специализируется на одежде и ювелирных изделиях.

## Сникер-культура в России
Интерес к индустрии кроссовок в России сильно возрос с начала 2010-х годов. Молодёжь начала интересоваться модой и стилем. Всё больше людей в городах России ходят в узнаваемых вещах от известных брендов. Молодые люди стали коллекционировать и перепродавать редкие и красивые пары кроссовок. Процесс перепродажи почти не отличается от западного: купил — разместил объявление на торговой площадке — продал. Количество сникер-магазинов в России увеличивается с каждым месяцем.

### Рынок кроссовок в России

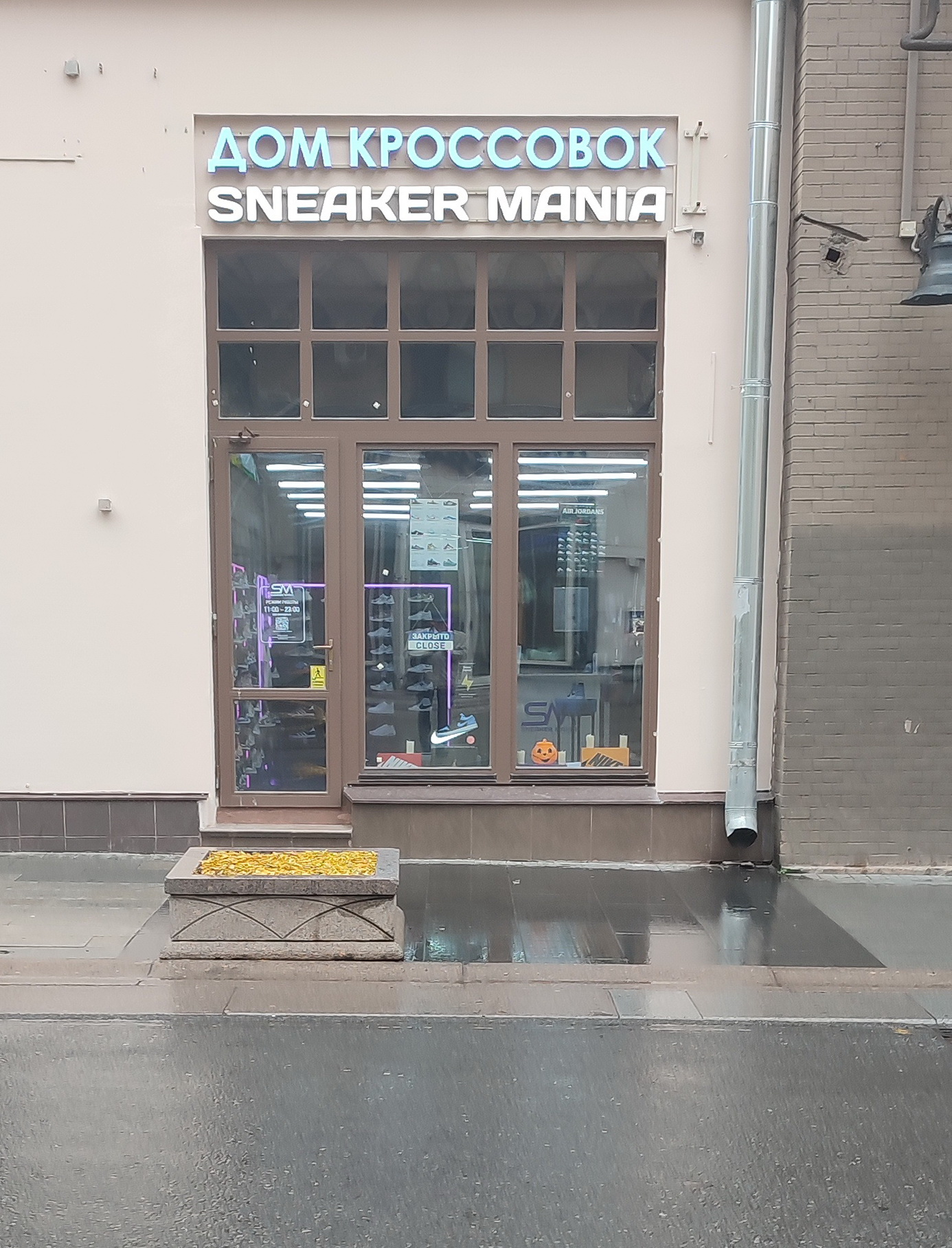
Бутик Дом Кроссовок (Sneaker Mania) (Москва)

В целом рост рынка спортивной обуви связан с активным образом жизни россиян, популярностью различных видов спорта (футбола, баскетбола, бега) и широким предложением спортивной обуви разных ценовых категорий, указывается в отчёте Sportswear in Russia, проведённом Euromonitor International. В нём сказано, что продажи спортивной обуви в Центральной и Восточной Европе, куда входит и Россия, увеличились на 10 % до $462 млн.
Российский рынок спортивной обуви, включающий в том числе повседневную спортивную обувь, с 2010 по 2015 г. вырос вдвое до 135,4 млрд руб., согласно Euromonitor International, к 2020 г. он может вырасти до 153,4 млрд руб.
Вследствие роста продаж спортивной и обычной повседневной обуви продажи классической продолжат падение. Если на классическую обувь ещё в 2015 г. приходилось 20-25 % обувного рынка, то в 2016 г. её доля сократилась до 10-15 %. При этом в ассортименте сегмента классической обуви заметно увеличение доли моделей с использованием спортивных элементов конструкций: на смену классической обуви всё чаще приходят гибриды.